# Henryk Górecki
Henryk Mikołaj Górecki (født 6. december 1933 i Czernica, død 12. november 2010 i Katowice) hørte til de mest betydende polske komponister efter 2. verdenskrig. Han var mest kendt for sin 3. symfoni, Sorgens sange.
Han fik i 1984 en invitation fra Danmark med en bestilling til Lerchenborg Musikdage, det resulterede i Rezitative und Ariosos. Lerchenmusik for klarinet, cello og klaver.

## Stil
Góreckis værker fra 1950'erne 60'erne var inspireret af komponister som Nono, Stockhausen og hans landsmænd Penderecki og Serocki. Fra midten af 1970'erne bevægede Górecki sig fra den dissonante modernisme mod en slags religiøs minimalisme, med hans berømte 3. symfoni fra 1976 som det mest kendte værk i den stil. Med sit inderlige tonesprog, der kendetegnes ved en glødende ekspressivitet og vældig dynamisk spændvidde, fremtræder han i dag som en af den nye polske musiks stærkeste profiler.

## 3. symfoni

### 1992-indspilningen
Før 1992 var Górecki kun kendt af en ret begrænset skare, som en blandt flere klassiske polske komponister fra efterkrigstiden. Men en cd-udgivelse af den på det tidspunkt 15 år gamle 3. symfoni fik komponistens popularitet til at eksplodere. Indspilningen, med London Sinfonietta, David Zinman som dirigent og sopranen Dawn Upshaw kom på førstepladsen af de klassiske hitlister i såvel USA som Storbritannien, og den solgte mere end 700.000 eksemplarer de første to år – mindst firehundrede gange mere end det forventede totale salg for en cd med en forholdsvis ukendt komponist fra det 20. århundrede. Cd'en har til dato solgt mere end én million eksemplarer – et exceptionelt højt salgstal for en cd med moderne klassisk musik. Den store interesse smittede dog ikke af på komponistens øvrige værker. Górecki var lige så overrasket som alle andre over indspilningens succes og udtalte "Måske finder folk noget de har brug for i dette stykke musik…på en eller anden måde ramte jeg den rigtige tone, noget de savnede. Et eller andet der var blevet væk. Jeg føler at jeg instinktivt vidste hvad de trængte til."

### Om Symphony of Sorrowful Song
Symfonien, med undertitlen Sorgens sange (polsk: Symfonia pieśni żałosnych), består af tre satser og er skrevet for sopran og orkester. De tre tekster – henholdsvis en Maria-klagesang fra det 15. århundrede, en tekst fra en Gestapo-celle under 2. verdenskrig og en Schlesisk folkesang – kredser om adskillelsen af mor og barn i krigstid. I første og tredje sats er det moderen der begræder tabet af sit barn, og i anden sats hører man barnet der er adskilt fra sine forældre.
Henryk Górecki færdiggjorde kort før sin død en 4 symfoni.

## Symfonier
- Symfoni nr. 1 (1959) - for slagtøj og strygerorkester
- Symfoni nr. 2 "Copernicus" (1972) - for sopran, baryton, blandet kor og orkester
- Symfoni nr. 3 "Symfoni af triste sange" (1976) - for sopran og orkester
- Symfoni nr. 4 (2006) "Tansmans episoder" - for klaver, orgel og orkester